# A Story Tale
| Recensione | Giudizio |
| ---------- | -------- |
| AllMusic   | [ 1 ]    |

A Story Tale è un album discografico a nome di "Clifford Jordan and Sonny Red", pubblicato dall'etichetta discografica Jazzland Records nel giugno del 1961.

## Tracce
Lato A
1. Cumberland Court – 3:48 (Clifford Jordan)
2. A Story Tale – 4:48 (Clifford Jordan)
3. You're Driving Me Crazy – 5:35 (Walter Donaldson)
4. Defiance – 3:23 (Sonny Red)

Lato B
1. Prints – 5:58 (Sonny Red)
2. Hip Pockets – 5:00 (Sonny Red, Clifford Jordan)
3. They Say It's Wonderful – 5:12 (Irving Berlin)
4. If I Didn't Care – 5:13 (Jack Lawrence)

- Brano B3: sul retrocopertina dell'album originale reca il titolo di Falling in Love Is Beautiful, mentre sull'etichetta del vinile il titolo (quello generalmente più accreditato) di They Say It's Wonderful.

## Musicisti
- Clifford Jordan - sassofono tenore
- Sonny Red - sassofono alto
- Tommy Flanagan - pianoforte (eccetto nei brani: Cumberland Court, A Story Tale e If I Didn't Care)
- Ronnie Matthews - pianoforte (solo nei brani: Cumberland Court, A Story Tale e If I Didn't Care)
- Art Davis - contrabbasso
- Elvin Jones - batteria

Note aggiuntive
- Orrin Keepnews - produttore
- Registrazioni effettuate al Bell Sound Studios di New York il 14 febbraio 1961
- Bill Stoddard - ingegnere delle registrazioni
- Ken Deardoff - designer della copertina
- Steve Schapiro - fotografie[3]